# El-Fateh SC
Az el-Fateh Sports Club (arabul: نادي الفتح الرياضي) egy szaúd-arábiai sportegyesület, ami leginkább futballcsapatáról ismert. Székhelye el-Ahszá városában található.
A csapat a 2012–2013-as szezonban a szaúd-arábiai labdarúgás egyik legnagyobb meglepetéseként megnyerte a bajnoki címet, mindössze hetedik csapatként a liga történetében. Négy évvel korábban a csapat még a másodosztályban játszott. Az 1986–1987-es szezon óta ők lettek az első csapat, aminek székhelye nem Rijád vagy Dzsidda és bajnok lett.
Az első osztályú bajnoki címek mellett a másod-, és harmadosztályt is többször megnyerték, illetve 2013-ban szuperkupa-győztesek is lettek.

## Sikerlista
- Pro League
  - Bajnok (1): 2012–13

- First Division League
  - Feljutó (1): 2008–09

- Second Division League
  - Feljutó (4): 1982–83, 1996–97, 1998–99, 2002–03

- Szaúdi Szuperkupa
  - Győztes (1): 2013

## Nemzetközi szereplések
| Szezon    | Kiírás               | Forduló   | Csapat              | Hazai | Vendég | Összesítés |
| --------- | -------------------- | --------- | ------------------- | ----- | ------ | ---------- |
| 2012–2013 | Arab-bajnokok ligája | 1.        | el-Dzsahra          | 1–0   | 2–1    | 3–1        |
| 2012–2013 | Arab-bajnokok ligája | 2.        | el-Arabi            | 2–2   | 2–3    | 4–5        |
| 2014      | AFC-bajnokok ligája  | B csoport | Bunyodkor           | 0–0   | 2−3    | 4.         |
| 2014      | AFC-bajnokok ligája  | B csoport | Foolad              | 1–5   | 0−1    | 4.         |
| 2014      | AFC-bajnokok ligája  | B csoport | el-Dzsais SC        | 0–0   | 0−2    | 4.         |
| 2017      | AFC-bajnokok ligája  | Rájátszás | Nasaf Qarshi        | 1–0   | –      | 1–0        |
| 2017      | AFC-bajnokok ligája  | B csoport | Esteghlal Khuzestan | 1–1   | 0−1    | 3.         |
| 2017      | AFC-bajnokok ligája  | B csoport | el-Dúhaíl           | 2–2   | 1−4    | 3.         |
| 2017      | AFC-bajnokok ligája  | B csoport | el-Dzsazíra         | 3–1   | 0−0    | 3.         |

## Magyar vonatkozás
- Szappanos Péter: játékos (2024–)